# Cynthia Dale
Pour les articles homonymes, voir Dale.
Cynthia Dale est une actrice canadienne née le 11 août 1960 à Toronto (Ontario). 

## Biographie
Elle est connue avant tout pour son incarnation de l'avocate Olivia Novak dans la série télévisée des années 1987-94 Street Legal du réseau anglais de Radio-Canada.
Elle est la sœur de l'actrice Jennifer Dale.
Depuis 1998, elle est mariée au lecteur de nouvelles Peter Mansbridge.

## Filmographie

### Cinéma
- 1981 : Meurtres à la St-Valentin : Patty
- 1983 : Snow
- 1984 : Heavenly Bodies : Samantha Blair
- 1986 : The Boy in Blue de Charles Jarrott : Margaret
- 1987 : Éclair de lune : Sheila
- 2007 : A Broken Life : Clara

### Télévision
- 1980-1981 : The Wayne & Shuster Superspecial (série télévisée) (2 épisodes)
- 1986 : The Campbells (série télévisée) (2 épisodes) : Sarah Greener
- 1987 : Disney Parade (série télévisée) (1 épisode) : Elizabeth
- 1987 : Seeing Things (série télévisée) (1 épisode) : Marlena
- 1987 : Alfred Hitchcock présente (série télévisée) (1 épisode) : Kelly
- 1987 : Adderly (série télévisée) (1 épisode)
- 1987 : Détective de mère en fille (Téléfilm) : Paula Melvin
- 1988 : Brigade de nuit (série télévisée) (1 épisode) : Allana Pride
- 1988-1994 : Street Legal (en) (série télévisée) (108 épisodes) : Olivia Novak
- 1989 : Une fille à croquer (Babycakes) (Téléfilm) : Olivia
- 1990 : War of the Worlds (série télévisée) (1 épisode) : Tila
- 1992 : Le Prix du secret (Téléfilm) : Nancy
- 1995 : Sur le coup de minuit (Téléfilm) : Jillian
- 1995 : Taking the Falls (série télévisée) : Terry Lane
- 1995 : Spenser: A Savage Place (Téléfilm) : Candy Sloane
- 1998 : Witness to Yesterday (série télévisée) (1 épisode) : Marie Antoinette
- 1998 : Thanks of a Grateful Nation (Téléfilm) : Lisa Tuite
- 1999 : P. T. Barnum (téléfilm)P. T. Barnum (Téléfilm) : Charity
- 2001 : Le Caméléon : Caméléon contre Caméléon (Téléfilm) : Agent Zane
- 2001 : Made in Canada (série télévisée) (1 épisode) : Susan Doyle
- 2002 : Trudeau (en) (Téléfilm)
- 2009 : Christmas Dreams (Téléfilm) : Rose Lunette
- 2010-2011 : Baxter (série télévisée) (3 épisodes) : Belinda Nightingale
- 2011 : The Listener(série télévisée) (1 épisode) : Diane Feeny
- 2014 : Working the Engels (série télévisée) (1 épisode) : Lytton Schultz